# Municipio de Dougherty
El municipio de Dougherty (en inglés: Dougherty Township) es un municipio ubicado en el condado de Cerro Gordo en el estado estadounidense de Iowa. En el año 2010 tenía una población de 228 habitantes y una densidad poblacional de 2,45 personas por km².

## Geografía
El municipio de Dougherty se encuentra ubicado en las coordenadas 42°57′4″N 93°5′2″O / 42.95111, -93.08389. Según la Oficina del Censo de los Estados Unidos, el municipio tiene una superficie total de 93.06 km², de la cual 93,06 km² corresponden a tierra firme y (0 %) 0 km² es agua.

## Demografía
Según el censo de 2010, había 228 personas residiendo en el municipio de Dougherty. La densidad de población era de 2,45 hab./km². De los 228 habitantes, el municipio de Dougherty estaba compuesto por el 96,05 % blancos, el 0,44 % eran afroamericanos, el 1,32 % eran asiáticos, el 0,88 % eran de otras razas y el 1,32 % eran de una mezcla de razas. Del total de la población el 0,88 % eran hispanos o latinos de cualquier raza.